# Kuba na Letnich Igrzyskach Paraolimpijskich 2008
Kubę na Letnich Igrzyskach paraolimpijskich w Pekinie reprezentowało 32 zawodników.

## Medale

### Złoto
- Isao Cruz - judo, kategoria poniżej 81 kg
- Leonardo Diaz - lekkoatletyka, rzut dyskiem - F55/56
- Tunidis Castillo - lekkoatletyka, 100 metrów - T46
- Tunidis Castillo - lekkoatletyka, 200 metrów - T46
- Luis Manuel Galano - lekkoatletyka, 400 metrów - T13

### Srebro
- Freddy Durruthy - lekkoatletyka, 400 metrów - T13
- Lazaro Raschid Aguilar - lekkoatletyka, 800 metrów - T12
- Lazaro Raschid Aguilar - lekkoatletyka, 1500 metrów - T13

### Brąz
- Gerdan Fonseca - lekkoatletyka, pchnięcie kulą - F44
- Victor Sanchez - judo, kategoria poniżej 66 kg
- Luis Felipe Gutierrez - lekkoatletyka, 100 metrów - T13
- Juan Carlos Cortada - judo, kategoria poniżej 100 kg
- Arian Iznaga - lekkoatletyka, 200 metrów - T46
- Ettiam Calderon - lekkoatletyka, 200 metrów - T13